# Donna Summer
LaDonna Adrian Gaines (Boston, Massachusetts, 31. prosinca 1948., Key West, 17. svibnja 2012.), poznatija pod umjetničkim imenom Donna Summer, bila je američka pjevačica koja je najveću popularnost stekla tijekom disco razdoblja, stoga je često nazivana "Kraljica disca".
Summer je prije početka karijere bila gospel pjevačica. Iako je najpoznatija po svojim disco hitovima, Summer je u svojoj karijeri objavila nekolicinu R&B, rock, pop i gospel singlova. Donna Summer je jedna od najuspješnijih glazbenika 70-ih godina proteklog stoljeća. Njena tri albuma dospjela su do broja jedan na američkoj top listi albuma. Postala je i prva pjevačica s četiri broj jedan singla u razdoblju manjem od 13 mjeseci.

## Diskografija

### Studijski albumi
- Lady of the Night (1974.)
- Love to Love You Baby (1975.)
- A Love Trilogy (1976.)
- Four Seasons of Love (1976.)
- I Remember Yesterday (1977.)
- Once Upon a Time (1977.)
- Bad Girls (1979.)
- The Wanderer (1980.)
- I'm a Rainbow (1981.)
- Donna Summer (1982.)
- She Works Hard for the Money (1983.)
- Cats Without Claws (1984.)
- All Systems Go (1987.)
- Another Place and Time (1989.)
- Mistaken Identity (1991.)
- Christmas Spirit (1994.)
- Crayons (2008.)

## Vanjske poveznice
- Službena stranica (engl.)